# Zapruderův film

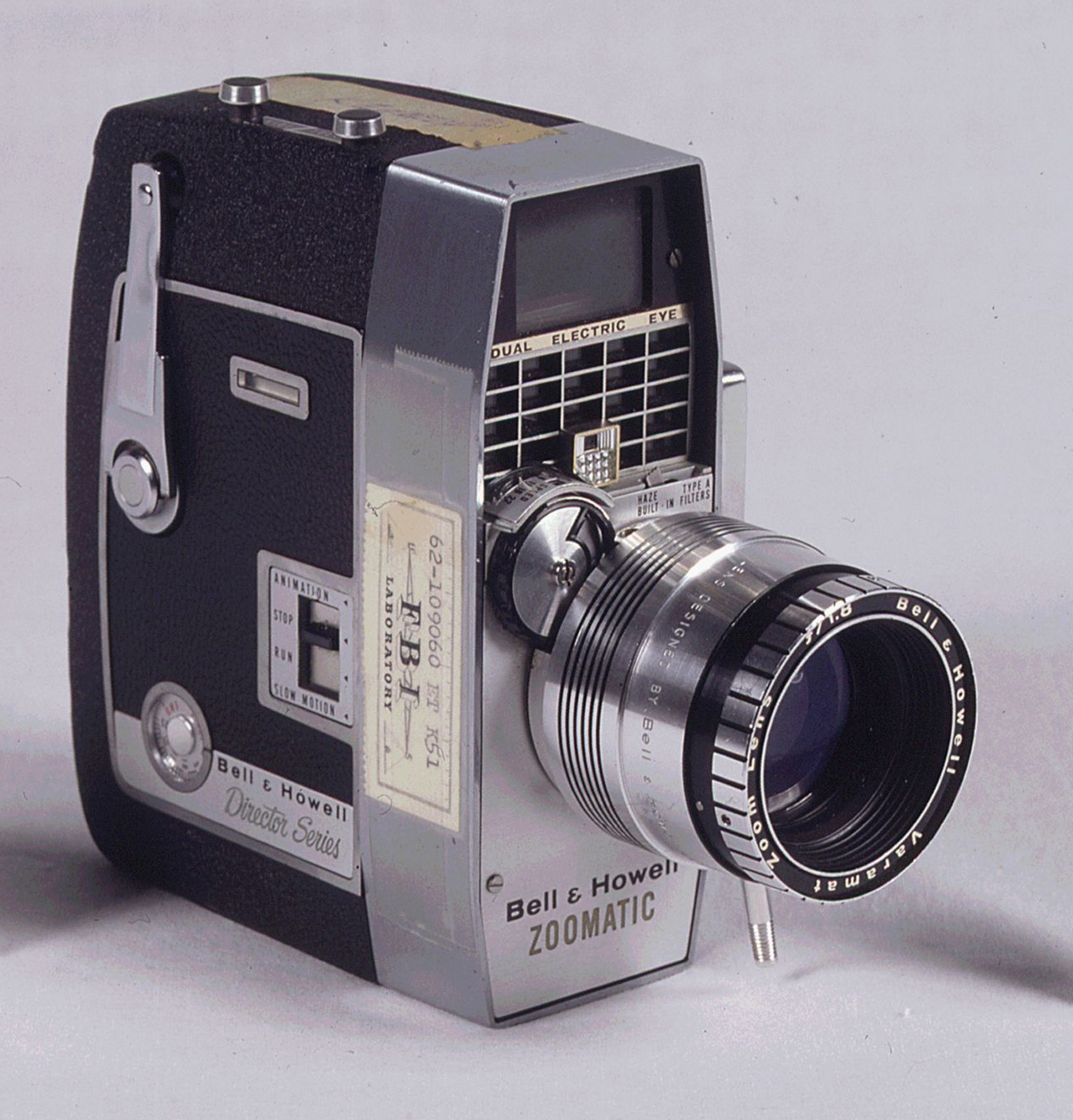
Zapruderova kamera Bell & Howell Zoomatic movie camera, jejíž pomocí zaznamenal průjezd kolony a následný atentát na prezidenta Kennedyho

Zapruderův film je 8mm filmová páska zachycující atentát na Johna Fitzgeralda Kennedyho, který byl spáchán dne 22. listopadu 1963. Film o celkové délce 26,6 sekundy byl pořízen amatérským kameramanem Abrahamem Zapruderem. Zapruder si pro své natáčení vybral nejzápadnější vyvýšenou část plotu, který lemuje ulici Elm Street a pro případ závratě si k sobě přizval svoji kolegyni Marilyn Sitzmanovou. Zapruder natočil atentát kamerou  Model 414 PD 8 mm Bell & Howell Zoomatic Director Series movie camera zakoupenou roku 1962, s použitím barevného filmu Kodak Kodachrome II. Tato sekvence, sestávající ze 486 snímků je všeobecně známá pod názvem Zapruderův film.
Když se Zapruder po atentátu vracel do kanceláře, byl osloven reportérem deníku Dallas Morning News, Harrym McCormickem, který vyslovil zájem získat zmíněný film co nejdříve. Film byl následně po uvědomění agentů tajné služby transportován k vyvolání do laboratoře televizní stanice WFAA. Vzápětí se však ukázalo, že laboratoř WFAA−TV nemá dostatečné vybavení na vyvolání 8mm filmu a byl tedy převezen do laboratoří společnosti Eastman Kodak v Dallasu, kde byl okamžitě vyvolán. V Kodaku ovšem neměli vybavení pro kopírování 8mm filmů a kopírovaní tedy muselo být provedeno opět v jiné laboratoři. Již necelé dvě hodiny po spáchání atentátu bylo živě vysíláno interview se Zapruderem, ve kterém popsal svůj šokující zážitek.

 JAY WATSON (stanice WFAA Dallas): [...] Popsal byste nám prosím svůj zážitek?

ABRAHAM ZAPRUDER: Vyšel jsem ven, eh, asi o půl hodiny dříve, abych se postavil na nějaké dobré místo a pořídil pár záběrů. Dobré místo jsem našel, byl to jeden z těch betonových bloků nacházejících se kolem parku, tento byl blízko železničnímu nadjezdu. Vylezl jsem tedy na blok, kde již nějakou chvíli stála moje kolegyně z kanceláře, která pak během natáčení stála po mé pravici. A když jsem pak natáčel, jak prezident přijíždí od Houston street a pomalu zabočuje do Elm street, uslyšel jsem najednou ránu, a prezident sebou škubnul doprava, asi nějak takto [předvádí pohyb Kennedyho těla po zásahu]. Posléze jsem uslyšel další dva výstřely, nejsem si ale zcela jistý, zda byly dva nebo jeden, a uviděl jsem jak Kennedyho hlava takřka explodovala [pokládá si pravou ruku na pravý bok hlavy do oblasti kolem ucha], všude byla krev..., já jsem ale stále natáčel. Toť vše, je mi skutečně zle, nemohu…

WATSON: Myslím, že tyto pocity s Vámi sdílí celý svět.

ZAPRUDER: Hrozné, hrozné.

WATSON: Ten film je stále ve Vaší kameře, pokusíme se...

ZAPRUDER: Ano přinesl jsem jej s sebou.

WATSON: Budeme se snažit ten film co nejdříve vyvolat.

Zapruder si ponechal originál a jednu kopii, zbylé dvě kopie předal agentovi tajné služby Sorrelsovi, který je okamžitě odeslal do centrály ve Washingtonu. Ve 23:00 (22. 11.) byl Zapruder kontaktován redaktorem magazínu Life, který si s ním domluvil na následující ráno schůzku za účelem projednání případného odkoupení práv k filmu. Tu noc měl prý Zapruder děsivou noční můru, ve které se procházel po Times Square a zde uviděl nechutnou reklamu hlásající: „Chcete vidět jak explodovala prezidentova hlava?“ Zapruder poznamenal, že i když chtěl za film získat nějaké peníze, rozhodně neměl v úmyslu „bez obalu“ zveřejnit vše, co natočil. 23. listopadu 1963 byl film prodán magazínu Life. Bylo však striktně dohodnuto, že nebude zveřejňován snímek č. 313, který zachycuje fatální zásah Kennedyho hlavy.